# Мохнач (Чугуївський район)
Мо́хнач — село в Україні, у Слобожанській міській громаді Чугуївського району Харківської області. Населення становить 231 чол.

## Географія
Село Мохнач розкинулося на правому березі річки Сіверський Донець, вище за течією на відстані 8 км розташоване селище Есхар, нижче за течією на відстані 7 км — селище Черемушне, на протилежному березі розташовано селище Лісне. Русло річки звивисте, утворює багато заболочених озер. До села примикає великий лісовий масив — урочище Мохначанська лісова дача (дуб).

## Археологічні пам'ятки

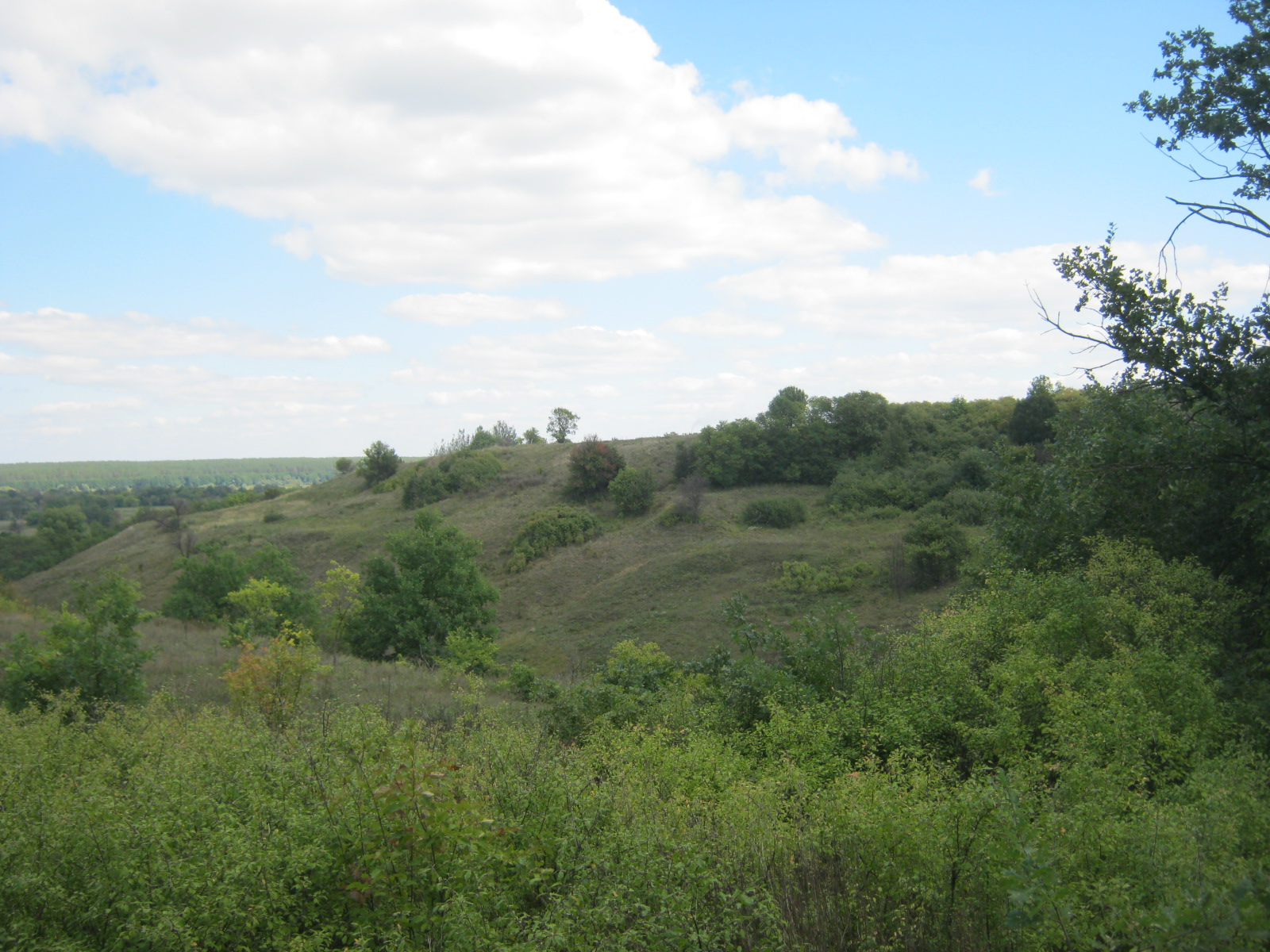
Городище «Мохнач», розташоване на південь від села

Поблизу Мохнача розташоване Мохнацьке городище, яке виникло у  V столітті до н. е. На території городища проживали скіфи, анти, алани та слов'яни-сіверини. Розкопки проводить доцент Володимир Колода з 1999 року.
У серпні 2013 року було виявлено скарб, датований 9 століттям, до складу якого входило понад 150 предметів: жіночі прикраси, амулети і частини кінської упряжі. Тож серед знахідок амфори та гідрія (парадна посудина для зберігання вина), сільськогосподарський і ремісничий інвентар

## Історія
Городище Мохнач, на правому березі Сіверського Донця, вказано в «Книзі Великому кресленню», як нагадування про давньоруські поселення які були тут до монгольського нашестя.
1639 рік - дата заснування села
За писарською Чугуївською книгою 1647 року, земля на Мохнацькій галявині (від Мохначева колодязя, донизу по Донцю), відведена була Чугуївським пушкарям.
В 1657 році в Мохначі, заснованому до того чугуївськими пушкарями оселяються  черкаси (українське козацьке населення) .
У XVIII столітті Мохнач — сотенне містечко Ізюмського слобідського козацького полку. Містечко мало свою символіку — печатку з вензелем «І. П. М. Р.» («ізюмського полку мохнацька ратуша»).
З 1765 р. Мохнач — військова слобода Печенізького комісарства Ізюмської провінції; з 1779 р. — слобода Чугуївського повіту Харківського намісництва. Станом на 1779 рік кількість населення Мохнача становила 1310 осіб — з них 1274 «військові обивателі» і 36 «власницьких підданих».
В 1784  році за відомістю в слободі Мохнач було невеличке укріплення чотирикутної форми, з бастіонами; вал від горизонту в сажень. З одного боку укріплення річка, а з трьох інших рів шириною в 3 сажні. В тому ж 1784 році в Мохначі було два храми: на правій стороні Сіверського Донця храм Миколи Чудотворця, на лівій - храм Вознесіння Господнього. Покровський храм у Мохначі існував вже в 1673 році.
В 1820 році частина мешканців Мохначу була переведена до Скрипаїв. Сюди ж був перенесений з Мохначу і Вознесенський храм, і освячений в 1828 році на честь Вознесіння Господнього. Миколаївський храм в 1830 році відійшло в Мосьпанове, туди також перейшла частина жителів Мохнача.
В 1861 році, в Мохначі, замість раніше перенесеної до Скрипаїв Вознесенської церкви, побудовано і освячено новий храм Нерукотворного Спасу.
За даними на 1864 рік у казенному селі Шелудківської волості Зміївського повіту, мешкало 439 осіб (254 чоловічої статі та 185 — жіночої), налічувалось 145 дворових господарств, існувала православна церква.
Станом на 1914 рік кількість мешканців зросла до 1113 осіб.
Село постраждало внаслідок геноциду українського народу, вчиненого урядом СРСР у 1932—1933 роках, кількість встановлених жертв у Скрипаях і Мохначі — 853 людей.
До 2020 року орган місцевого самоврядування — Скрипаївська сільська рада.

## Економіка
- Мохначанське лісництво.
- Садові ділянки.

## Пам'ятки
- Мохначанське городище (XVII ст.).
- Мохначанський заказник — лісовий заказник місцевого значення.
- Мохначанські луки вздовж Дінця (правий берег) з численними старицями.
- Мохначанське чудотворне джерело.

## Транспорт
Сполучення — автобусне зі Зміївом. Залізниці поблизу немає.
Залізнична станція Мохнач розташована не в Мохначі, а за 20 км від нього, у Терновій Чугуївського району, причому на протилежному (лівому) березі річки Уда. Нині станція і селище Мохнач взагалі не мають прямого сполучення між собою — капітальний автомобільний міст через Уду був знищений в 1943 році, а потім пряма ґрунтова дорога між Мохначем і станцією через Мохначанський ліс стала непроїздною.

## Галерея

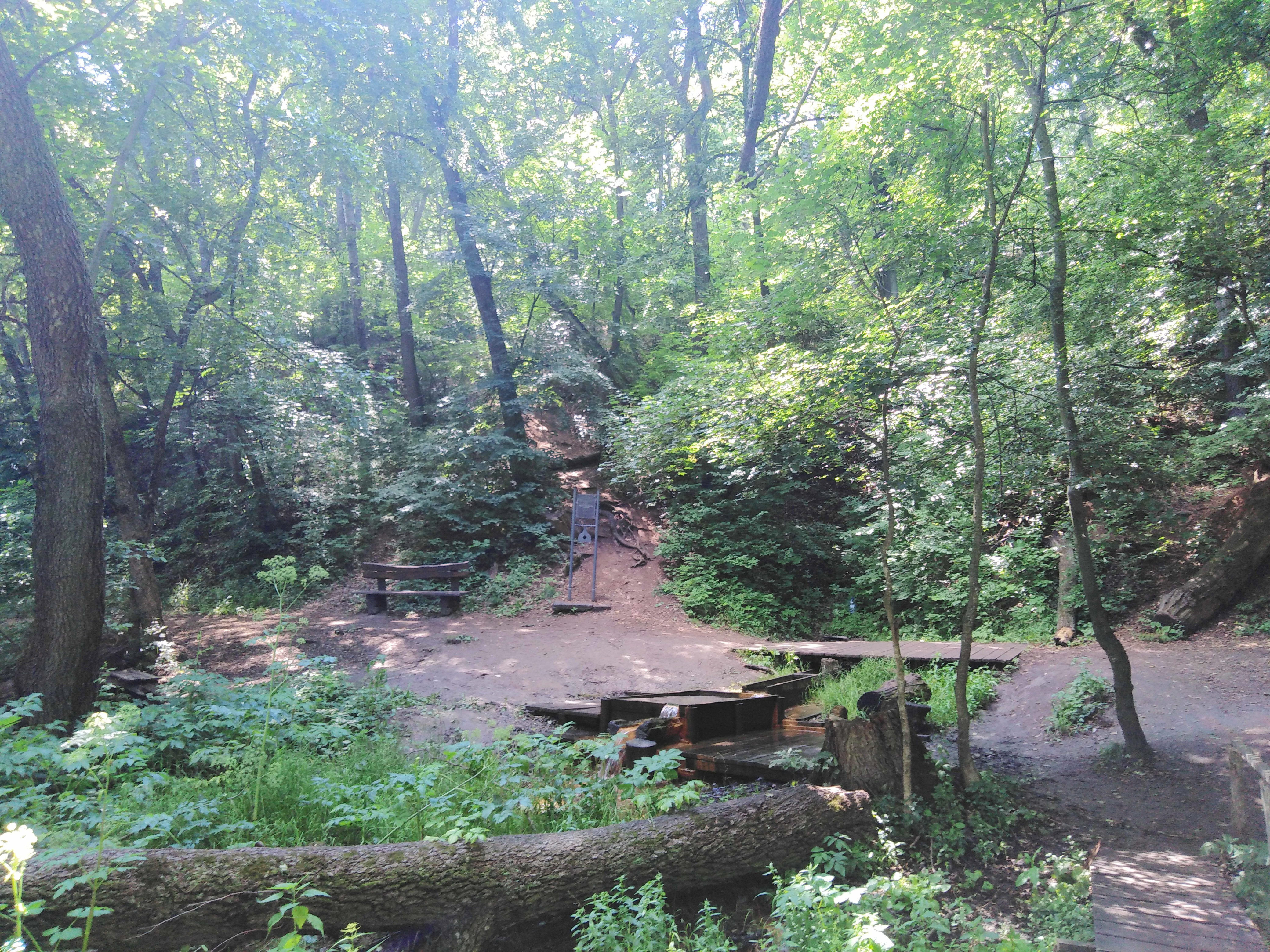
Суворівське джерело
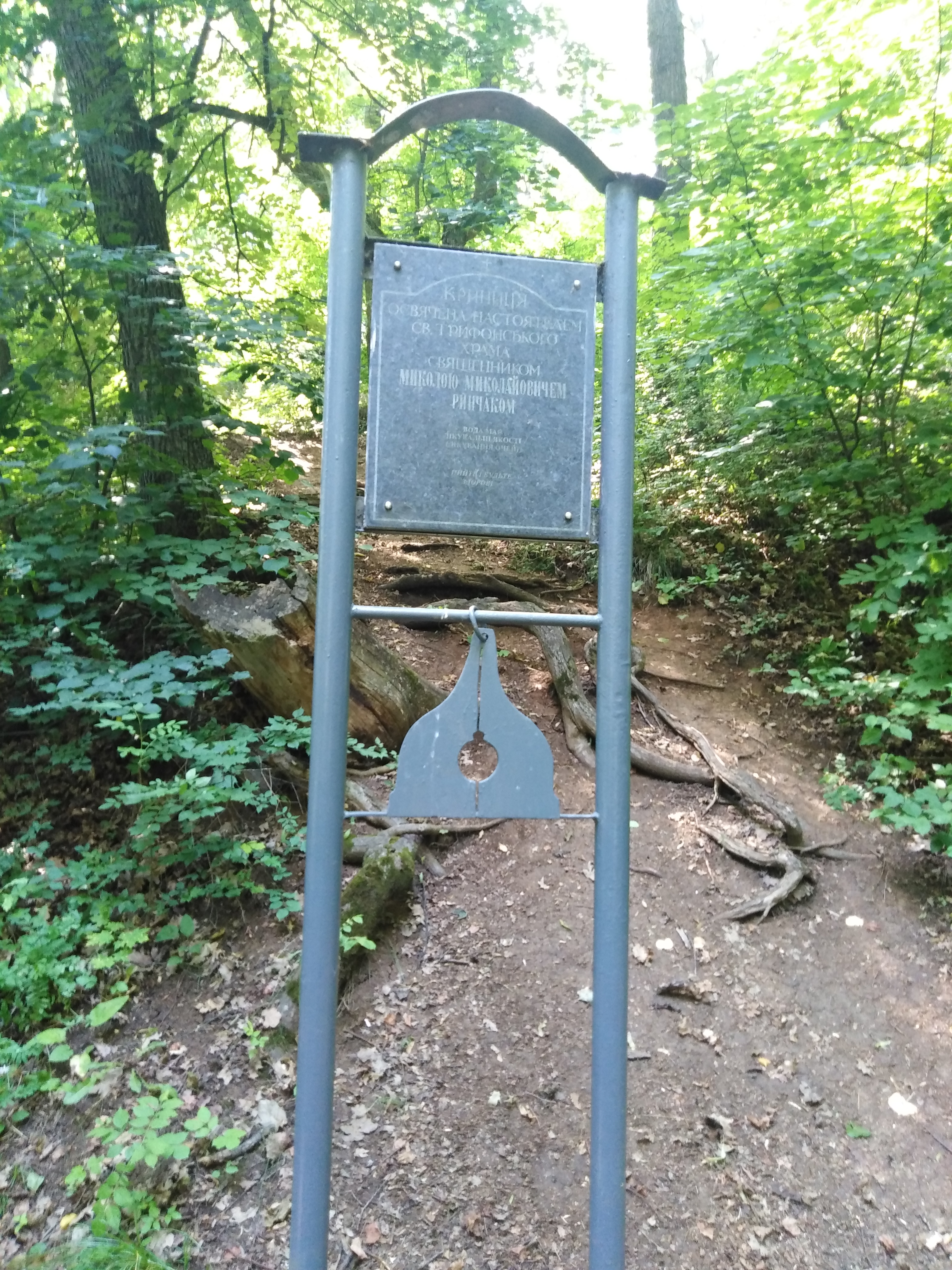
Знак про освячення джерела
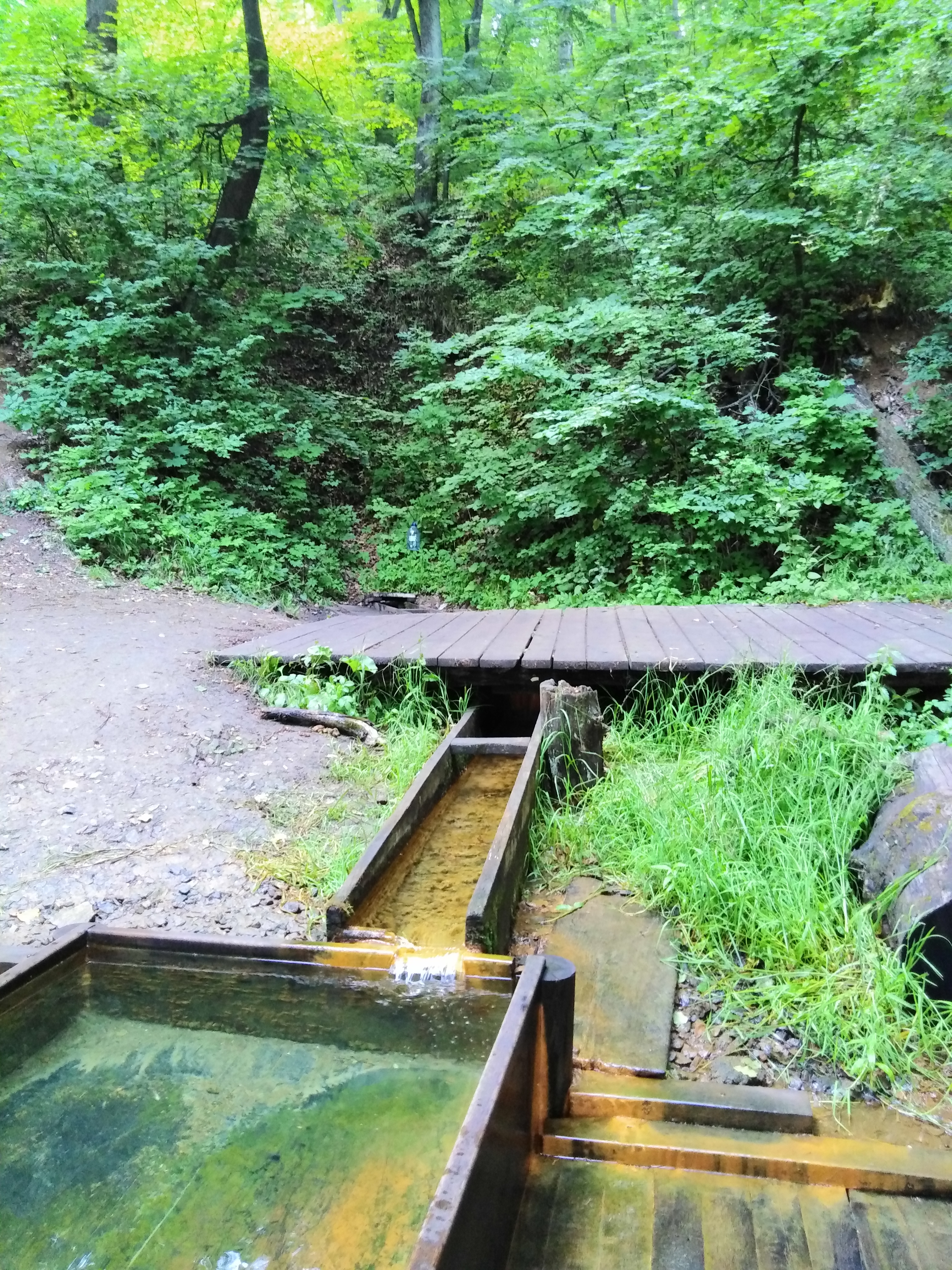
Суворівське джерело
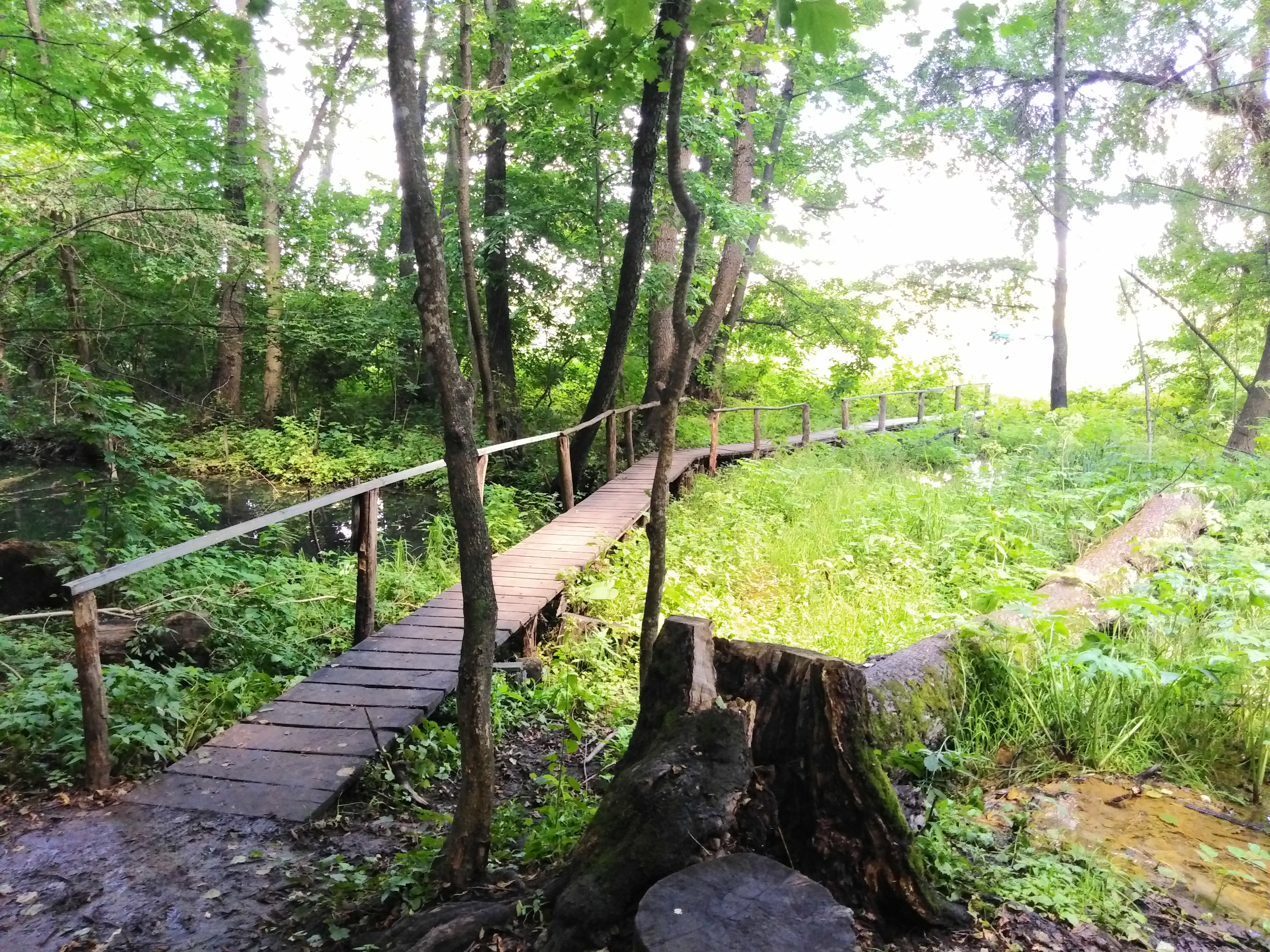
Місток до Суворівського джерела.
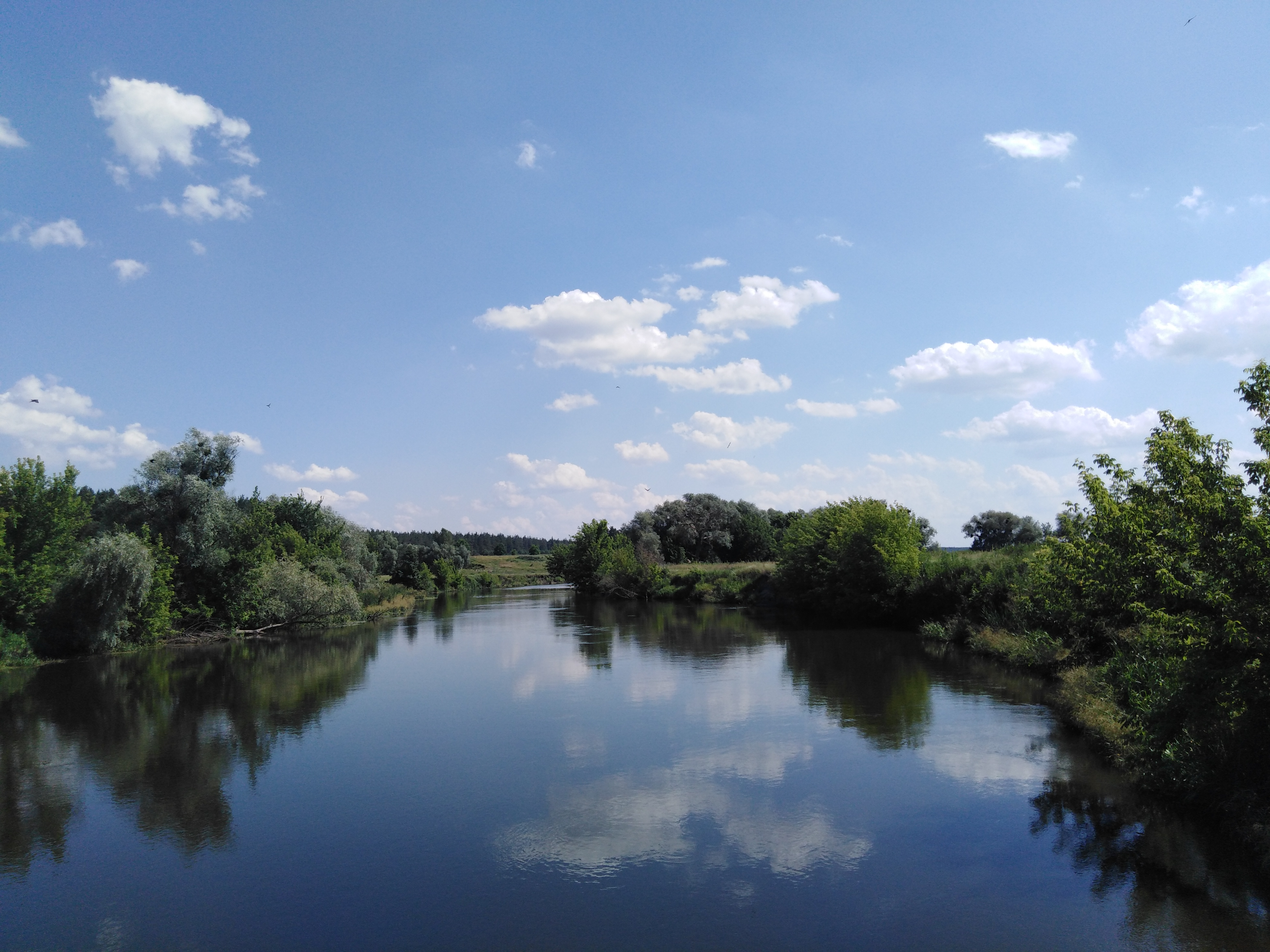
Сіверський Донець біля села Мохнач
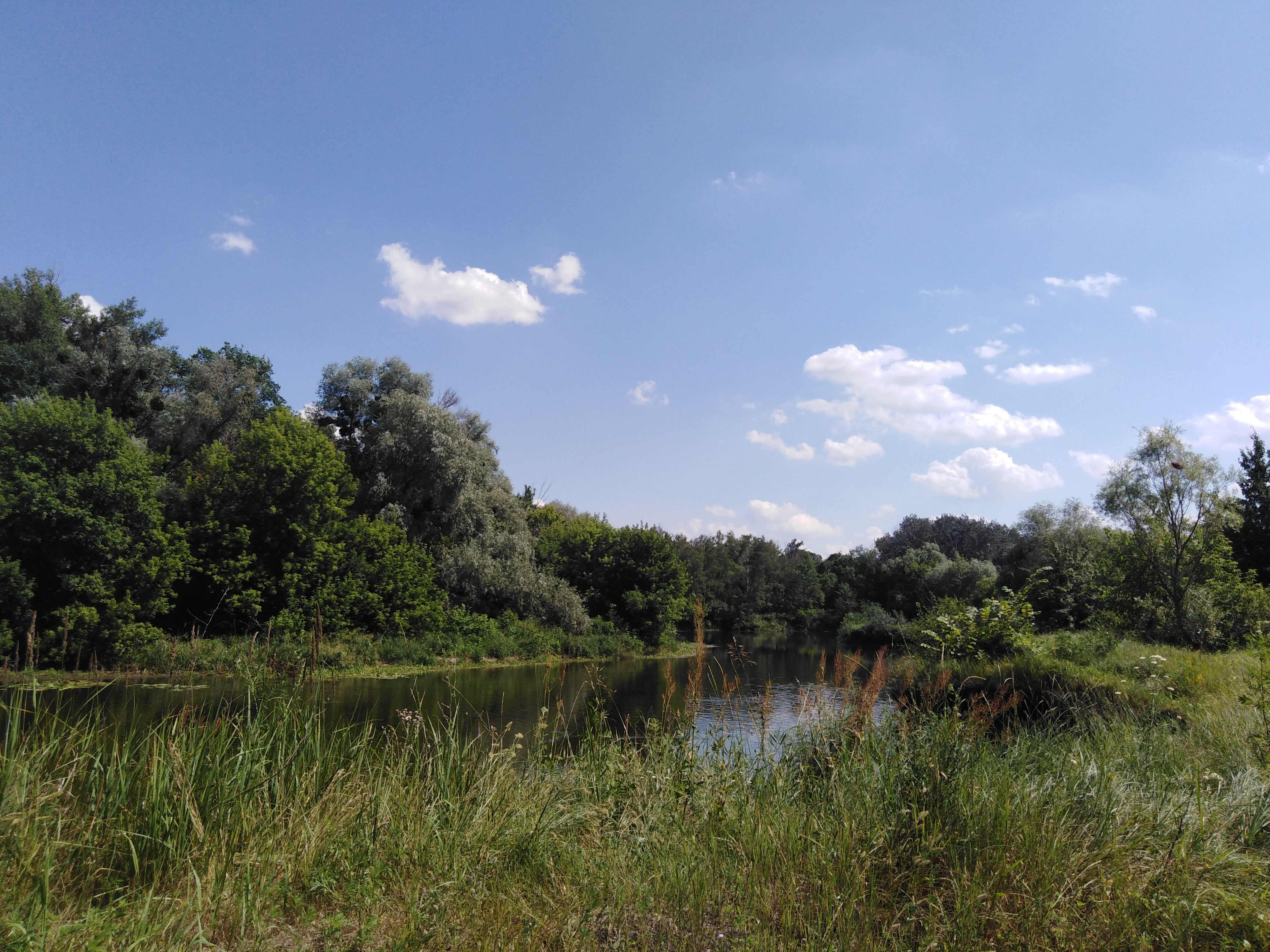
Сіверський Донець біля села Мохнач